# Teucholabis (Teucholabis) morionella
Teucholabis (Teucholabis) morionella is een tweevleugelige uit de familie steltmuggen (Limoniidae). De soort komt voor in het Neotropisch gebied.